# Ecnomus leupleui
Ecnomus leupleui är en nattsländeart som beskrevs av Francois-Marie Gibon 1992. Ecnomus leupleui ingår i släktet Ecnomus och familjen trattnattsländor. Inga underarter finns listade i Catalogue of Life.